# 神髄 -THE POWER-
「神髄 -THE POWER-」（しんずい ザ・パワー）は、NoGoDのメジャー6枚目のシングル。2013年9月18日にキングレコードからリリースされた。

## 概要
「神髄」をコンセプトに1つのテーマを突き詰めた2作品連続リリース第2弾のメジャー6thシングル。「机上の空論」と「敬虔」は、2013年7月13日にアストロホールで行われたライヴ音源が収録された。
第1弾の前作「神髄 -FRONTIER-」は3rdアルバム『V』リリース後のツアー前に制作されたが、第2弾の本作は事前にテーマが決まっていたためツアー中に曲作りを始め、ツアー後に制作された。タイトルは最初から「FIRE」か「POWER」にすることが決まっていたという。「we got the power!」のインパクトとパンチ力のあるコーラスに象徴されるように、1980年代のハードロック的な要素を追求した楽曲となっており、演奏技術に裏打ちされた日本産ハードロックの神髄たる作品と評されている。

## 収録曲
| 全作詞・作曲: NoGoD。 |                               |       |            |      |
| #                     | タイトル                      | 作詞  | 作曲・編曲 | 時間 |
| 1.                    | 「THE POWER」                 | NoGoD | NoGoD      | 4:15 |
| 2.                    | 「Carnival」                  | NoGoD | NoGoD      | 4:25 |
| 3.                    | 「浮世ROCKS」                 | NoGoD | NoGoD      | 3:48 |
| 4.                    | 「机上の空論（live version)」 | NoGoD | NoGoD      | 6:17 |
| 5.                    | 「敬虔（live version）」      | NoGoD | NoGoD      | 6:51 |